# Виланова Стрисајли (Ољастра)
Виланова Стрисајли је насеље у Италији у округу Нуоро, региону Сардинија.
Према процени из 2011. у насељу је живело 753 становника. Насеље се налази на надморској висини од 850 м.